# Lista de prêmios e indicações recebidos por I.O.I
Esta é uma lista de prêmios e indicações recebidos por I.O.I, um grupo feminino sul-coreano formado em 2016 pela CJ E&M.

## Prêmios coreanos

### Asia Artist Awards
Asia Artist Awards (abreviado como AAA) é uma cerimônia de premiação organizada pelo jornal de negócios baseado na Coreia do Sul Money Today e suas marcas globais de mídia StarNews e MTN.
| Ano  | Categoria                              | Destinatário | Resultado |
| ---- | -------------------------------------- | ------------ | --- |
| 2016 | Most Popular Artists (Singer) - Top 50 | I.O.I        | style="background: #DDFBFF; color: black; vertical-align: middle; text-align: center; " class="included table-included"\|13th |

### Gaon Chart Music Awards
O Gaon Chart Music Awards (hangul: 가온차트 뮤직 어워드), também conhecido como Gaon Chart K-Pop Awards, é uma prêmiação de música que é realizada anualmente na Coreia do Sul pelo chart de registro de música nacional Gaon Chart.
| Ano  | Categoria                  | Destinatário     | Resultado |
| ---- | -------------------------- | ---------------- | --------- |
| 2017 | Song of the Year (Outubro) | "Very Very Very" | Indicado  |
| 2018 | Song of the Year (Janeiro) | "Downpour"       | Indicado  |

### Golden Disc Awards
O Golden Disc Awards (hangul: 골든 디스크 어워드) é uma premiação fundada em 1986, que é apresentada anualmente pela Associação da Indústria Musical da Coreia, por realizações notáveis na indústria da música na Coreia do Sul.
| Ano  | Categoria                     | Destinatário     | Resultado |
| ---- | ----------------------------- | ---------------- | --------- |
| 2017 | Rookie Artist Award           | I.O.I            | Venceu    |
| 2017 | Popularity Award              | I.O.I            | Indicado  |
| 2017 | Asian Choice Popularity Award | I.O.I            | Indicado  |
| 2017 | Digital Bonsang               | "Very Very Very" | Indicado  |
| 2017 | Disc Bonsang                  | Chrysalis        | Indicado  |

### Melon Music Awards
O Melon Music Awards é uma prêmiação de música que é realizada anualmente na Coreia do Sul e organizada pela LOEN Entertainment através de sua loja de música online, Melon.
| Ano  | Categoria                | Destinatário | Resultado |
| ---- | ------------------------ | ------------ | --------- |
| 2016 | Top 10 Artists           | I.O.I        | Indicado  |
| 2016 | Best New Artist          | I.O.I        | Indicado  |
| 2016 | Netizen Popularity Award | I.O.I        | Indicado  |
| 2016 | Kakao Hot Star Award     | I.O.I        | Indicado  |
| 2017 | Top 10 Artists           | I.O.I        | Indicado  |
| 2017 | Hot Trend Award          | "Downpour"   | Indicado  |

### Mnet Asian Music Awards
O Mnet Asian Music Awards (abreviado como MAMA) é uma grande cerimônia de premiação da música sul-coreana apresentada anualmente pela companhia de entretenimento CJ E&M.
| Ano  | Categoria                        | Destinatário | Resultado |
| ---- | -------------------------------- | ------------ | --------- |
| 2016 | Best New Artist (Grupo Feminino) | I.O.I        | Venceu    |
| 2016 | Artist of the Year               | I.O.I        | Indicado  |
| 2016 | iQiYi Worldwide Favorite Artist  | I.O.I        | Indicado  |

### Seoul Music Awards
O Seoul Music Awards (hangul: 서울가요대상; rr: Seoul Gayo Daesang) é uma premiação fundada em 1990 que é apresentada anualmente pela Sports Seoul para realizações notáveis na indústria da música na Coreia do Sul.
| Ano  | Categoria            | Destinatário | Resultado |
| ---- | -------------------- | ------------ | --------- |
| 2017 | Bonsang Award        | I.O.I        | Indicado  |
| 2017 | New Artist Award     | I.O.I        | Venceu    |
| 2017 | Popularity Award     | I.O.I        | Indicado  |
| 2017 | Hallyu Special Award | I.O.I        | Indicado  |

## Outros prêmios
| Ano                                 | Prêmio                            | Nomeado | Resultado |
| ----------------------------------- | --------------------------------- | ------- | --------- |
| Asia Model Awards                   |                                   |         |           |
| 2016                                | New Star Award                    | I.O.I   | Venceu    |
| Korean Culture Entertainment Awards |                                   |         |           |
| 2016                                | K-pop Singer Award                | I.O.I   | Venceu    |
| Simply K-pop Awards                 |                                   |         |           |
| 2016                                | Best Rising Star (Grupo Feminino) | I.O.I   | Venceu    |
| V Live Awards                       |                                   |         |           |
| 2017                                | Global Rookie Top 5               | I.O.I   | Venceu    |

## Programas de música

### The Show
| Ano  | Data         | Canção       |
| ---- | ------------ | ------------ |
| 2016 | 16 de Agosto | "Whatta Man" |
| 2016 | 30 de Agosto | "Whatta Man" |

### Show Champion
| Ano  | Data          | Canção           |
| ---- | ------------- | ---------------- |
| 2016 | 17 de Agosto  | "Whatta Man"     |
| 2016 | 26 de Outubro | "Very Very Very" |

### M Countdown
| Ano  | Data          | Canção           |
| ---- | ------------- | ---------------- |
| 2016 | 18 de Agosto  | "Whatta Man"     |
| 2016 | 27 de Outubro | "Very Very Very" |

### Music Bank
| Ano  | Data         | Canção       |
| ---- | ------------ | ------------ |
| 2016 | 19 de Agosto | "Whatta Man" |

### Inkigayo
| Ano  | Data          | Canção           |
| ---- | ------------- | ---------------- |
| 2016 | 30 de Outubro | "Very Very Very" |
| 2017 | 29 de Janeiro | "Downpour"       |